# Cordia caffra
Cordia caffra là loài thực vật có hoa trong họ Mồ hôi. Loài này được Sond. mô tả khoa học đầu tiên năm 1850.